# Dreamer (Supertramp)
Dreamer is een nummer van de Britse symfonische rock-band Supertramp. Het nummer werd geschreven door Roger Hodgson en Rick Davies en opgenomen met een wurlitzer. Het verscheen eind 1974 voor het eerst op het album Crime of the Century. In november 1980 kwam er een nieuwe versie uit op het livealbum Paris.

## Hitnoteringen
In veel landen werd Dreamer Supertramps bekendste plaat. In thuisland het Verenigd Koninkrijk werd het als eerste een hit; in februari 1975 bereikte de single de top-20 van de UK Singles Chart. De hoogste notering was plaats 13.
De liveversie uit november 1980 gaf het nummer ook meer bekendheid in andere landen. In de Verenigde Staten bereikte deze versie eind 1980 de 15e positie in de Billboard Hot 100. In Canada stond de plaat in december 1980 op de nummer 1-positie van de Canadian Single Chart.
In Nederland werd de liveversie veel gedraaid op Hilversum 3 en werd een radiohit. De plaat bereikte in februari 1981 de 36e positie in de Nederlandse Top 40. In de Nationale Hitparade werd de 31e positie bereikt en in de TROS Top 50 de 34e positie. In de Europese hitlijst op Hilversum 3, de TROS Europarade, werd géén notering behaald.
In België bereikte deze liveversie zowel de beide Vlaamse hitlijsten als de Waalse hitlijst niet.
In 2024 werd Dreamer gebruikt in de trailer van Apple’s Apple Vision Pro. Onder deze video worden echter de credits alleen gegeven aan Roger Hudgson, en dus niet aan Supertramp.

### NPO Radio 2 Top 2000
| Nummer met noteringen in de NPO Radio 2 Top 2000 | '99 | '00 | '01 | '02 | '03 | '04 | '05 | '06 | '07 | '08 | '09 | '10 | '11 | '12 | '13 | '14 | '15 | '16 | '17 | '18 | '19 | '20 | '21 | '22 | '23 | '24 |
| ------------------------------------------------ | --- | --- | --- | --- | --- | --- | --- | --- | --- | --- | --- | --- | --- | --- | --- | --- | --- | --- | --- | --- | --- | --- | --- | --- | --- | --- |
| Dreamer                                          | 353 | 380 | 246 | 360 | 401 | 347 | 347 | 451 | 423 | 383 | 541 | 508 | 552 | 453 | 486 | 687 | 686 | 676 | 644 | 557 | 515 | 530 | 612 | 557 | 634 | 535 |

1. ↑  Een vetgedrukt getal geeft de hoogste notering aan.